# Homestead Valley (Kalifornija)
Homestead Valley je naseljeno područje za statističke svrhe u američkoj saveznoj državi Kalifornija. Prema popisu stanovništva iz 2010. u njemu je živjelo 3.032 stanovnika.